# Hirtella cowanii
Hirtella cowanii là một loài thực vật có hoa trong họ Cám. Loài này được Prance & Maguire mô tả khoa học đầu tiên năm 1972.